# St. Annen (Niederschöna)

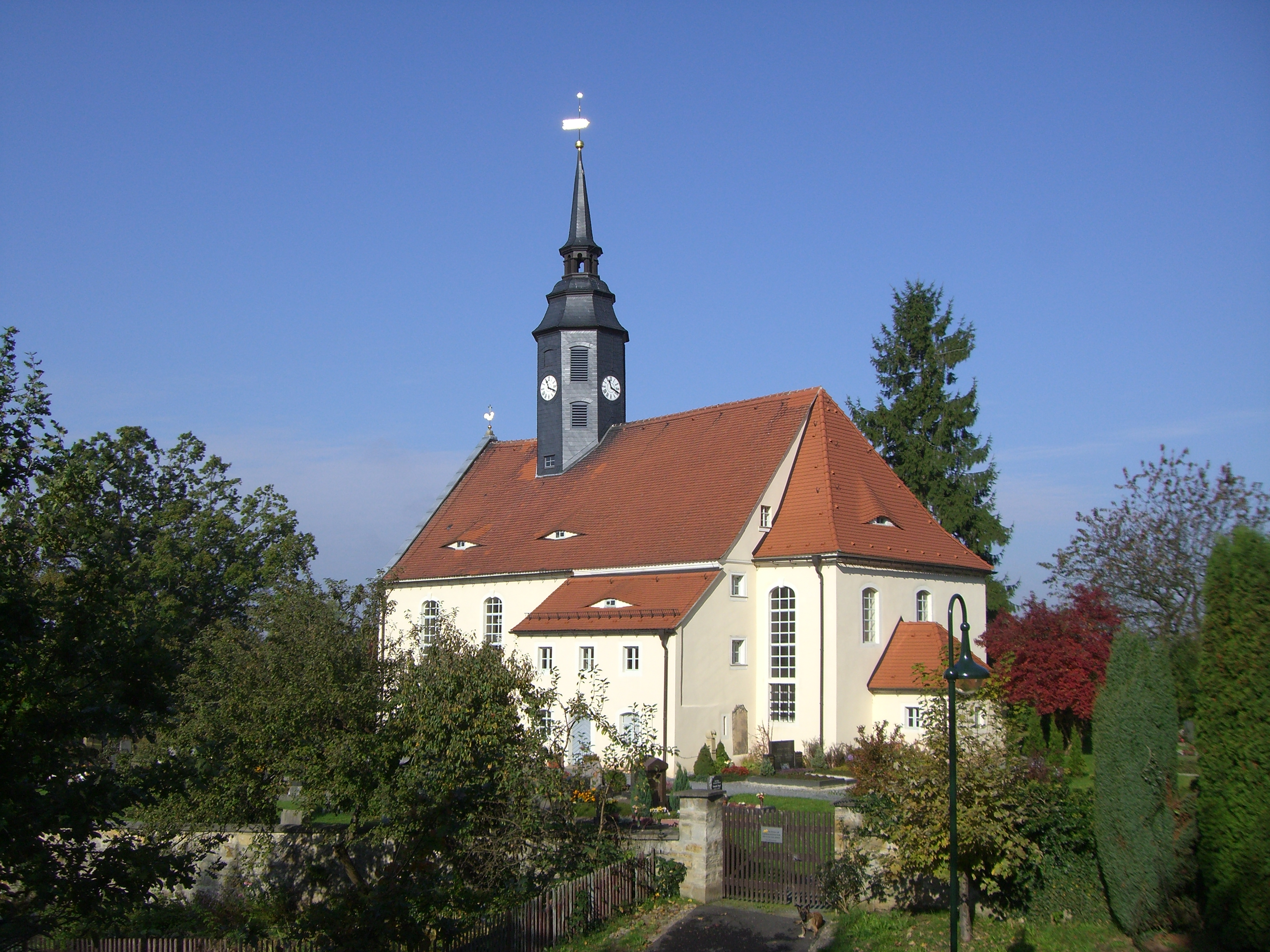
St. Annen (Niederschöna)

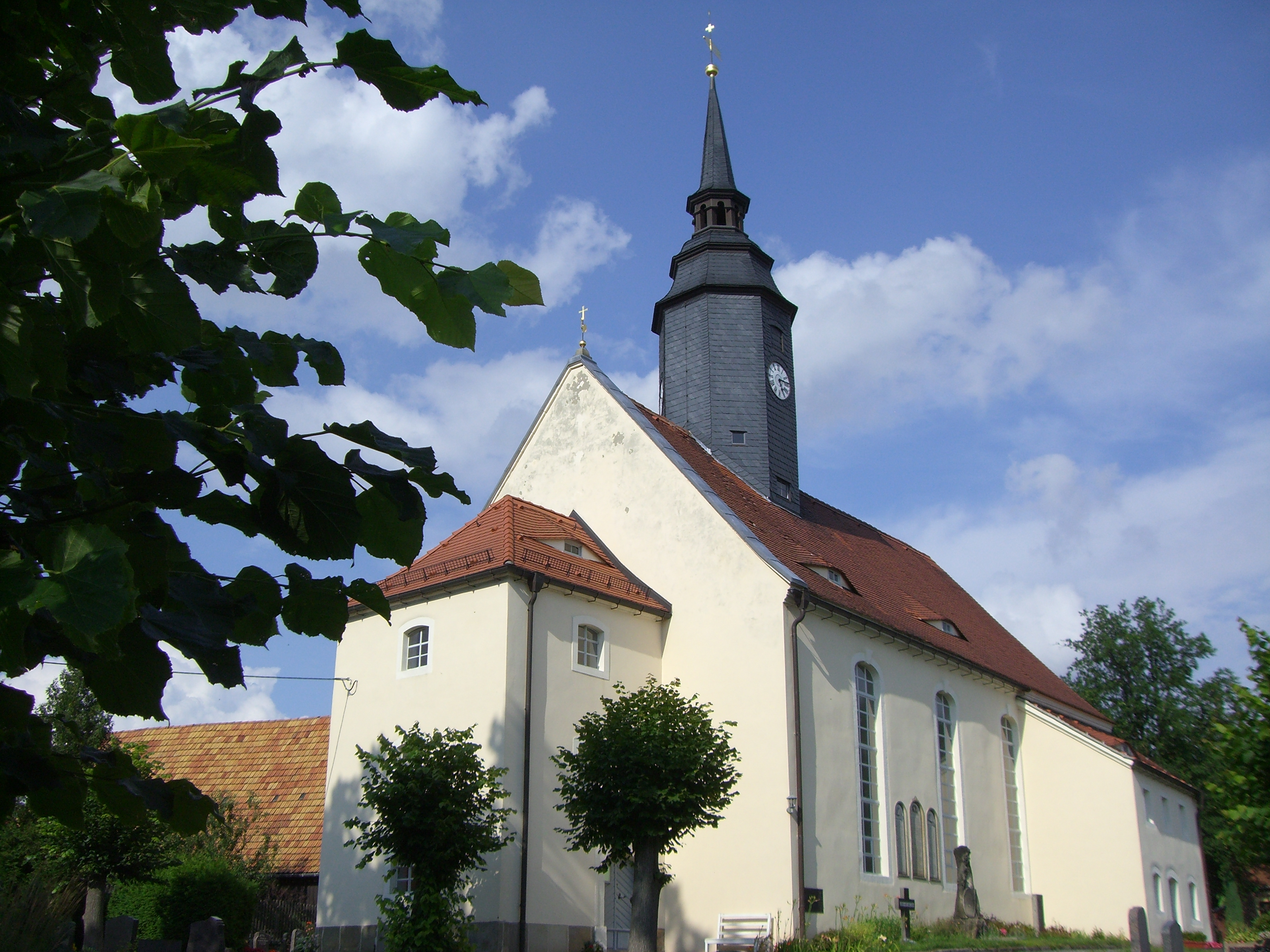
Ansicht von Südwest

Die evangelische Dorfkirche St. Annen Niederschöna ist eine barocke Saalkirche im Ortsteil Niederschöna der Gemeinde Halsbrücke im Landkreis Mittelsachsen von Sachsen. Sie gehört zur Kirchgemeinde Niederschöna-Oberschaar im Kirchenbezirk Freiberg der Evangelisch-Lutherischen Landeskirche Sachsens und ist vor allem für ihre Orgel von Gottfried Silbermann bekannt.

## Geschichte und Architektur
Das genaue Alter der Dorfkirche ist nicht bekannt. Ein Ritter, der im dritten Kreuzzug mit Kaiser Friedrich I. Barbarossa ritt, soll ein Gelübde für glückliche Heimkehr mit der Erbauung der Kirche eingelöst haben. Da die erste urkundliche Erwähnung Niederschönas später erfolgte, ist diese Gründungsgeschichte nicht belegt. Das Patrozinium wird mit St. Annen angegeben.
Die heutige barocke Saalkirche entstammt einem Umbau in den Jahren 1754/1755. Erneuerungen des Innern fanden in den Jahren 1823 bis 1828 statt, eine Restaurierung wurde 1953/1954 vorgenommen. Eine weitere Erneuerung des Äußeren und des Inneren fand 2000 bis 2007 statt.
Die Kirche ist ein verputzter Bruchsteinbau mit eingezogenem, rechteckig schließendem Chor und einem kleinen Sakristeianbau im Osten. Im Süden ist eine zweigeschossige Loge angeordnet, im Westen eine dreigeschossige Eingangshalle vorgelagert. Ein mächtiger Dachreiter im Westen mit geschweifter Haube und Laterne akzentuiert das Äußere.

## Ausstattung

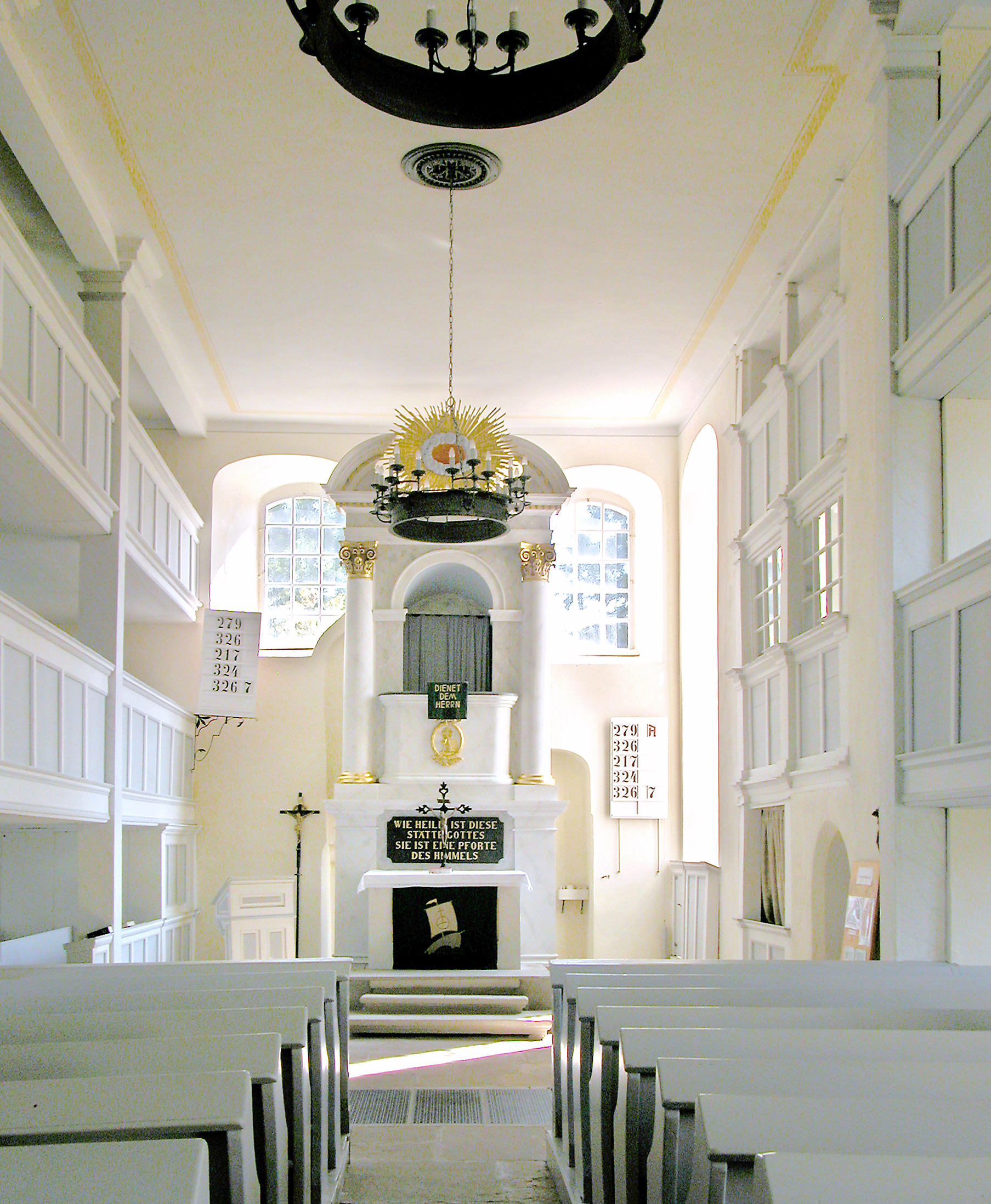
Blick zum Kanzelaltar

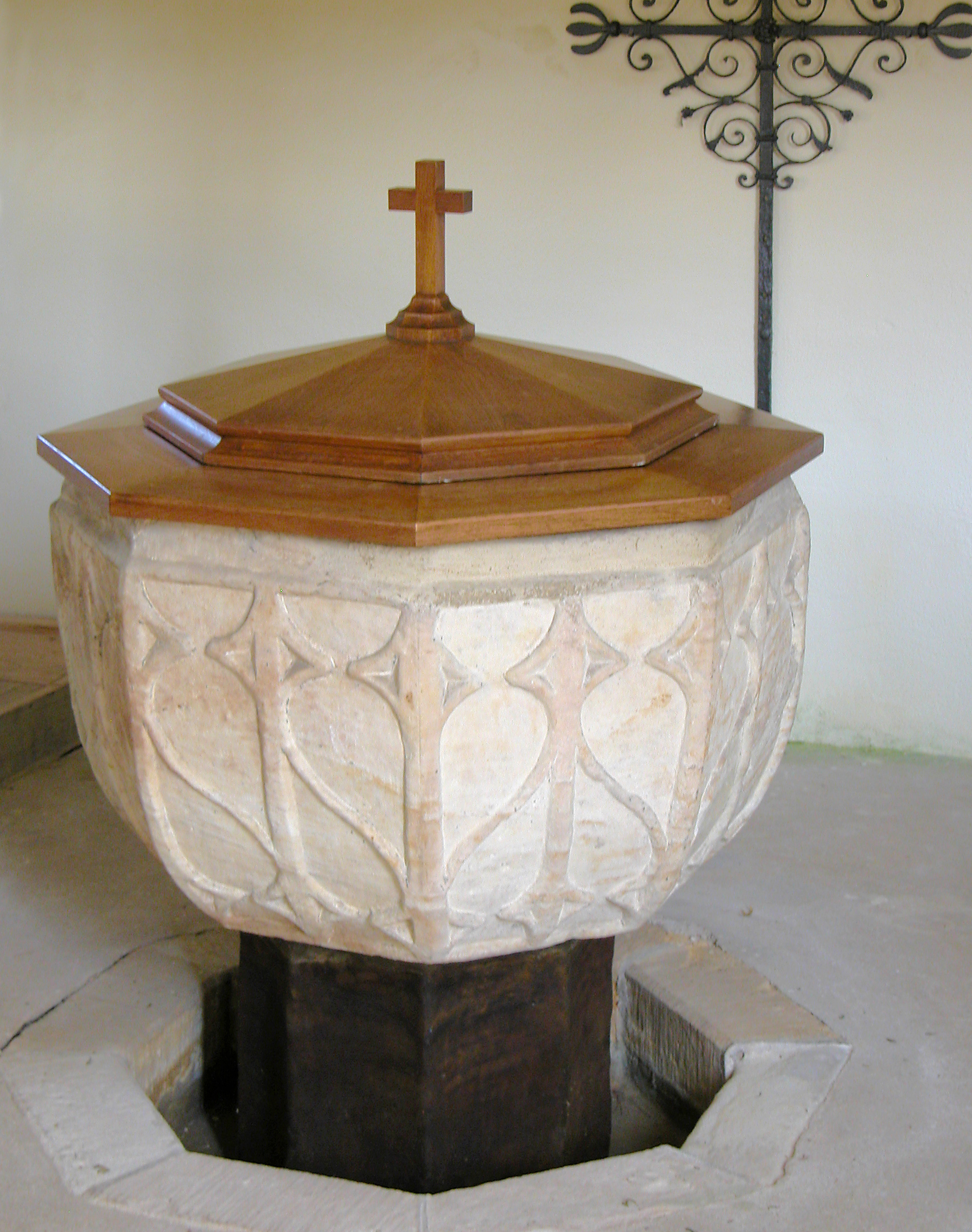
Taufstein

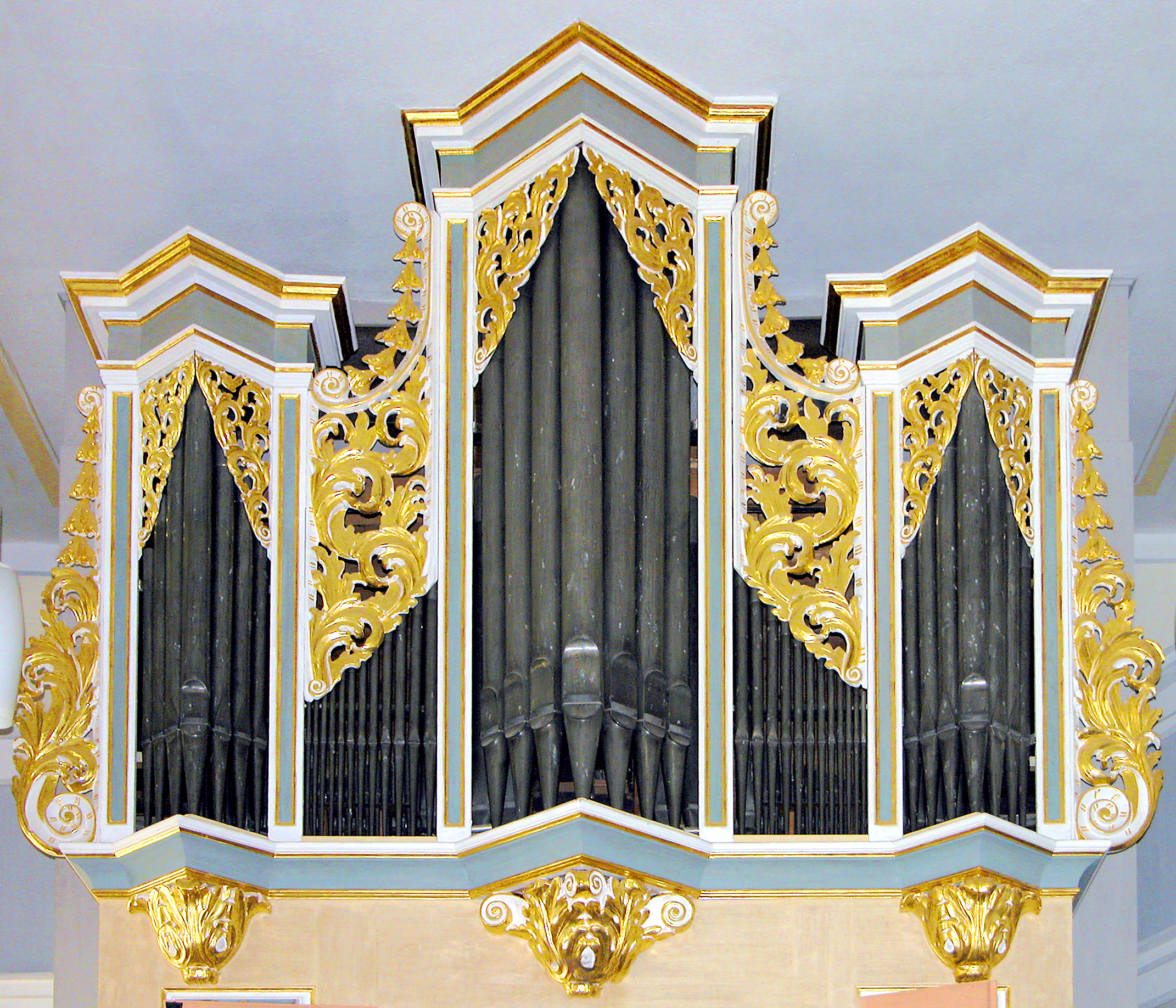
Silbermann-Orgel

Im Innern ist die Kirche als schlichter flachgedeckter Saal mit Emporen an drei Seiten ausgebildet. Ein rustikaler hölzerner Kanzelaltar vermutlich aus dem Jahr 1823 bildet das Hauptstück der Ausstattung. Ein großer Taufstein mit achteckiger Kuppa und Maßwerkornament stammt aus der Zeit um 1500.

## Orgel
Die Orgel auf der Westempore ist ein frühes Werk von Gottfried Silbermann aus den Jahren 1715/1716 mit 14 Registern auf einem Manual und Pedal. Sie war ursprünglich auf der Nordempore aufgestellt, wurde mehrfach repariert und erhielt bei Erneuerungen in den Jahren 1907 und 1959 durch die Firma Jehmlich in mehreren Registern neue Pfeifen in nicht originaler Bauweise. 1992 wurde die Pedaltrompete in ursprünglicher Form durch die Orgelwerkstatt Wegscheider rekonstruiert. 1993 erfolgte eine Restaurierung der Gehäusefassung.
Von September 2015 bis Mai 2016 erfolgte eine umfangreiche Restaurierung durch die Orgelwerkstatt Wegscheider, welche durch die Stiftung Orgelklang gefördert wurde. Neben dem Neubau einer Keilbalganlage zur Windversorgung nach historischem Vorbild wurde das gesamte Pfeifenwerk aufgearbeitet, die Windladen restauriert und der technische Spielapparat im Sinne Silbermanns restauriert und teilweise rekonstruiert. Die Orgel wurde am Pfingstmontag 2016 wieder eingeweiht. Die ursprüngliche Disposition lautet:
| Manual CD–c3       |       |
| Principal          | 8′    |
| Gedackt            | 8′    |
| Qvintadehn         | 8′    |
| Octava             | 4′    |
| Rohrflöt           | 4′    |
| Nasat              | 3′    |
| Octava             | 2′    |
| Qvinta             | 1 ⁄2′ |
| Sufflöt            | 1′    |
| Cornet III (ab c1) |       |
| Mixtur III         |       |
| Cimbeln II         |       |

| Pedal CD–c1 |     |
| Sub Bass    | 16′ |
| Trompet     | 8′  |

- Pedal Koppel (ursprünglich war das Pedal fest an das Manual gekoppelt und die Funktion des Registerzugs eine Klingel)
- Nebenregister: Schwebung (Tremulant)

Anmerkungen
- Tonhöhe: gegenwärtig a1 = 440 Hz
- Stimmung: gegenwärtig gleichstufig
- Winddruck: etwa 80 mmWS

## Umgebung
Der Pfarrhof ist ein Dreiseithof, der aus dem langgestreckten Pfarrhaus mit massivem Erdgeschoss und Fachwerkobergeschoss, einem gegenüberliegenden, älteren Wohnstallhaus und aus einer Scheune mit Fachwerkgiebel besteht. Das Pfarrhaus ist am Korbbogenportal mit 1824 bezeichnet, stammt jedoch im Kern wohl vom Ende des 17. oder vom Anfang des 18. Jahrhunderts. Das Wohnstallhaus vermutlich vom Anfang des 17. Jahrhunderts zeigt über einem massiven Erdgeschoss ein verbrettertes Obergeschoss und ist auf der Rückseite in Fachwerk ausgeführt.
Die Alte Schule mit massivem Erdgeschoss und Krüppelwalmdach bildet mit dem Pfarrhof und der Kirche ein wirkungsvolles Ensemble und ist mit der Jahrzahl 1818 am Portal bezeichnet.

## Geläut
Das Geläut besteht aus drei Stahlgussglocken, der Glockenstuhl ist aus Eichenholz und die Glockenjoche sind aus Stahl gefertigt.
Im Folgenden eine Datenübersicht des Geläutes:
| Nr. | Gussdatum | Gießer                          | Material  | Durchmesser | Masse  | Schlagton |
| --- | --------- | ------------------------------- | --------- | ----------- | ------ | --------- |
| 1   | 1920      | Glockengießerei Bochumer Verein | Stahlguss | 1320 mm     | 924 kg | f′        |
| 2   | 1920      | Glockengießerei Bochumer Verein | Stahlguss | 1100 mm     | 597 kg | as′       |
| 3   | 1920      | Glockengießerei Bochumer Verein | Stahlguss | 910 mm      | 341 kg | ces′′     |